# Comunidad de villa y tierra de Curiel

## Descripción

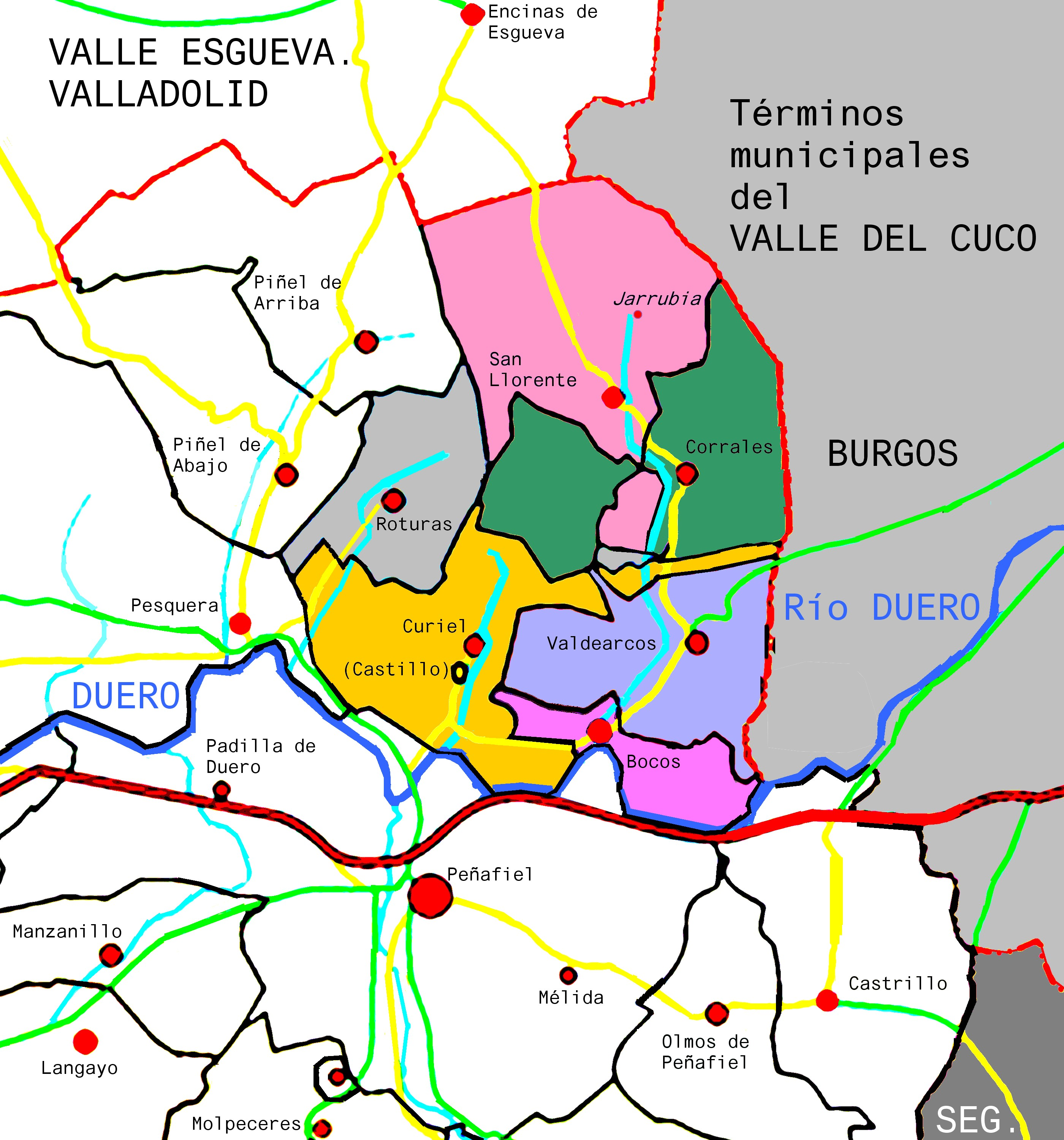
Comunidad de villa y tierra de Curiel de Duero. El gráfico se corresponde con los términos municipales en el año 2009.

Es la organización territorial creado en el altomedievo por Alfonso VI de León y Castilla. Comprende los actuales términos municipales de Curiel de Duero, Bocos de Duero, Valdearcos de la Vega, Corrales de Duero, San Llorente y Roturas. Actualmente y salvo Roturas, conforman la comarca Valle del Cuco. En la cabecera de arroyo Concejo, existe un antiguo poblado abandonado llamado actualmente Jarrubia. Jarrubia se llamaba Iglesia Rubia y después se llamó Isarrubia.
Esta Comunidad nació a partir de la necesidad de repoblación del sur del Duero tras la conquista de Toledo por Alfonso VI.
La Comunidad de Villa y Tierra de Curiel tenía como límites:
- Merindad de Cerrato al norte que incluye el sur de Palencia y el este del Valle del Esgueva.
- Comunidad de Villa y Tierra de Roa al este. Suroeste de Burgos.
- Comunidad de Villa y Tierra de Peñafiel al sur. Sureste de Valladolid

Las Comunidades de villa y tierra constituyeron una forma de organización política de la Extremadura castellana, las tierras conquistadas por el Reino de Castilla a Al-Ándalus entre los siglos XI y XII, y que se extendió también por algunas zonas del Bajo Aragón. Ver Comunidad de villa y tierra.
Las merindades fueron las organizaciones territoriales previas a las comunidades de villa y tierra, creadas en los reinos de León y de Castilla.
La economía en los primeros años de asentamiento se basó en la ganadería por ser más fácil de sostener en zona fronteriza que la actividad agraria. Con el tiempo el colectivo ganadero-militar acabó teniendo mayor reconocimiento social que los agricultores. Apareció la figura de caballero al ser obligatorio disponer de un caballo y armas a todos aquellos que dispusieran de capacidad económica suficiente para defender las comunidades. Estos caballeros serán la élite social de los concejos y el poder de las villas acabará en sus manos. Durante los primeros años de asentamiento las milicias fueron muy importantes militarmente, decayendo según se fue alejando la frontera con los musulmanes.
Las comunidades tenían zonas comunales, entre ellas Castellares y Cerracín.
La defunción de esta institución territorial llegó tras las Cortes de Cádiz, 1812 en que desaparecen las Instituciones españolas del Antiguo Régimen que pervivieron desde la Edad Media: merindades, comunidades de villa y tierra, behetrías, realengo, señoríos, adelantamientos, veguerías, concejos abiertos, etc.

## Características generales

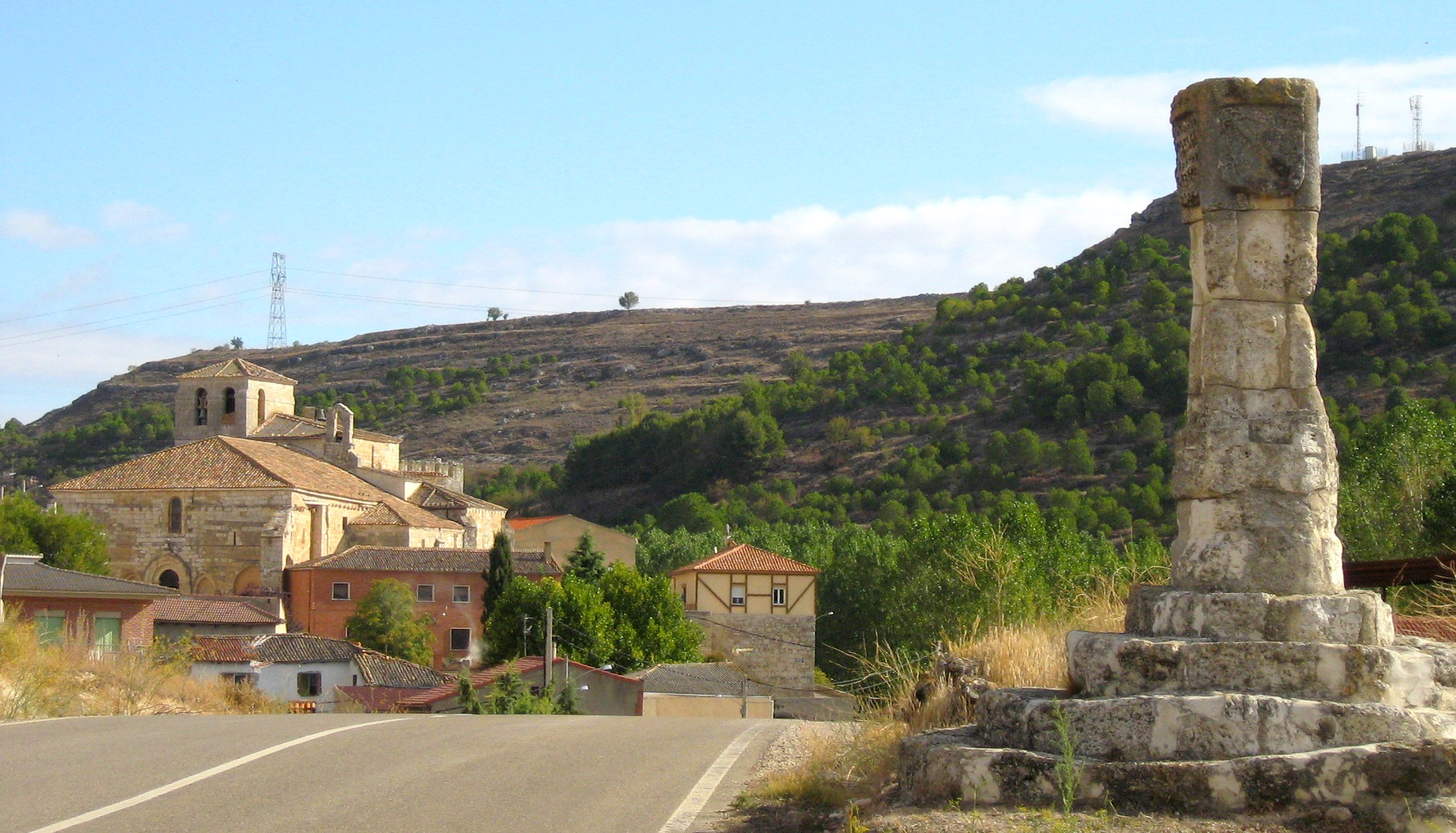
Rollo de Justicia de Curiel de Duero 2009-09-20.

Las comunidades de villa y tierran tienen las siguientes características:
- Se aceptan cualquier nuevo poblador que fije su domicilio.
- Se considera que un poblador pertenece a la comunidad si permanece al menos un año y respeta los fueros.
- Los pobladores de la comunidad tienen ventajas fiscales para atraer población: están exentos de impuestos: mañería, nuncio, peaje, portazgo, montazgo.
- La comunidad está compuesta de varios concejos. Cada concejo es responsable de su seguridad, siendo las milicias mantenidas por los impuestos y estimuladas por el reconocimiento social de sus integrantes: caballeros villanos.
- La elección de los concejos (cargos públicos) se hacía democráticamente, un voto por hogar. Para algunos cargos había como condición ser caballero (alcalde).
- El rey, o el noble que detenta el señorío de la comunidad de villa y tierra, tiene un representante en la villa.
- Los bosques, aguas y pastos suelen ser de propiedad comunal.
- Las tierras de labor y las casas suelen ser privadas.
- La comunidad tenía poder para crear poblaciones dentro de su territorio.
- Los municipios dentro de la comunidad tienen autonomía para dirimir contenciosos locales.
- Se reconoce como autoridad máxima all rey, pero no se obedece si contradice el fuero de la comunidad.
- La Villa era la capital de la comunidad y por tanto sede del concejo.

Comunidades de villa y tierra de la Extremadura castellana.

## Historia medieval hasta 1085
Este apartado recoge los antecedentes medievales antes de la fundación de la Comunidad de villa y tierra de Curiel. La primera parte este territorio comienza siendo parte del Condado de Monzón del reino de León, si bien el poblamiento cabe pensar que fuera muy escaso. Por matrimonio se incorpora al Reino de León con Ramiro III. Con la muerte de Ramiro III, pasa al Condado de Castilla. 
Al morir el último conde de Castilla, pasó brevemente al Reino de Navarra con Sancho III para después pasar a su hijo Fernando, primero con el Condado de Castilla y después lo incorpora al Reino de León cuando su mujer Sancha hereda el trono de León y pasa a sus descendientes.
- Año 939. El 19 de julio de este año, este territorio fue conquistado por el rey leonés Ramiro II en la Batalla de Simancas. El rey premió a Ansur Fernández (primer Conde de Monzón) con las tierras de Peñafiel y Cuéllar siendo anexionadas al Condado de Monzón (Palencia).

- Año 950. El condado pasó a su hijo Fernando Ansúrez II hasta su muerte en el 978.

- Año 976. Almanzor comienza sus campañas contra los reinos cristinos del norte de la península tras haber asentado su poder en el Magreb.

- Año 978. Al morir Fernando Ansúrez II le sucedió su hermana Teresa casada con Sancho I.

- Año 966 y el sobrino de Fernándo Ansúrez: Ramiro III rey de León (966-984). En este momento forma este territorio forma parte del realengo de León. Durante su reinado perdió en el 976 una batalla en San Esteban de Gormaz contra los musulmanes y tuvo numerosos problemas con Galica y el condado de Castilla. Fue depuesto tras una rebelión nobiliaria y le sucedió Bermudo II.

- Año 984 Muere Ramiro III, el condado de Monzón (y por tanto los territorios de la futura Comunidad de villa y tierra de Curiel) deja de ser realengo y pasa al conde de Castilla García Fernández y sus sucesores.

- Año 995 El 18 de mayo en un encuentro fortuito con tropas musulmanas, fue herido y capturado. Lo trasladaron muy malherido a Córdoba y allí murió el 29 de junio.

- Año 995. Sancho García, el de los buenos fueros sucede a su padre. Sun hija Muniadona de Castilla casó en 1010 con Sancho III de Navarra.

- Año 1002. Almanzor muere en la batalla de Calatañazor (julio de 1002). Los cristianos comenzarán a partir del año 1010 la repoblación de la línea del Duero.

- Año 1017. García Sánchez de Castilla, último conde de Castilla sucede a su padre siendo niño. Convino su matrimonio con la hija llamada Sancha del rey de León Alfonso V. Fue asesinado junto a la iglesia San Juan Bautista de León supuestamente por la familia Vela. Sancha de León se casó posteriormente con un hijo de Sancho Garcés III de Pamplona.

- Año 1028. Tras la muerte sin descendencia del último conde de Castilla, pasó a Sancho Garcés III de Pamplona, por estar casado con  Munniadona de Castilla (hermana del último Conde de Castilla.). Cuando muere Sancho III el Condado de Castilla pasó a su segundo hijo, Fernando Sánchez que más tarde se coronara en León como Fernando I. En este momento desaparece el Condado de Monzón como entidad y vuelve a formar parte de la corona.

- Año 1037. Bermudo III hijo y sucesor de Alfonso V, muere en la Batalla de Tamarón. Su hermana Sancha de León hereda el reino y, por tanto, su marido se convierte en Fernando I de León.

- Año 1065. Fernando I muere y divide el reino entre sus tres hijos según la tradición del Reino de Navarra. El hijo mayor, Sancho I de Castilla hereda el territorio correspondiente a lo que fue el Condado de Castilla. El segundo hijo Alfonso VI hereda el Reino de León. García I hereda Galicia, que incluía lo que ahora es el norte de Portugal.

- Año 1072. Muere [Sancho II de Castilla|Sancho]] y Alfonso se convierte en rey de León y Castilla.

- Año 1085. Alfonso VI conquista el reino de Toledo y la repoblación de los terrenos conquistados en el Sistema Central se hace imperiosa. Es en este momento cuando surgen las comunidades de villa y tierra como instrumento repoblador y se abandona el anterior sistema de merindades en las nuevas repoblaciones.

## Historia desde 1085 hasta 1812
El momento exacto de la fundación de villa y tierra de Curiel no se conoce con exactitud. Se sabe que las fundó Alfonso VI después de la conquista de Toledo. Ver historia de Curiel de Duero y del Valle del Cuco.
- Año 1295. Fernando IV de Castilla y León, el Emplazado dotó a Curiel de Duero del mismo Fuero Real que a Peñafiel.

Pedro I "El Cruel" que reinó entre 1350 y 1369 estuvo en el castillo de Curiel. Su hijo Diego de Salazar fue encarcelado en el castillo de Curiel por Enrique II durante 54 años.
La comunidad salió de manos de la Corona cuando Juan I(1358-1390) cedió esta comunidad de villa y tierra a Diego López de Zúñiga (Casa de Zúñiga).

## Galería de Fotos

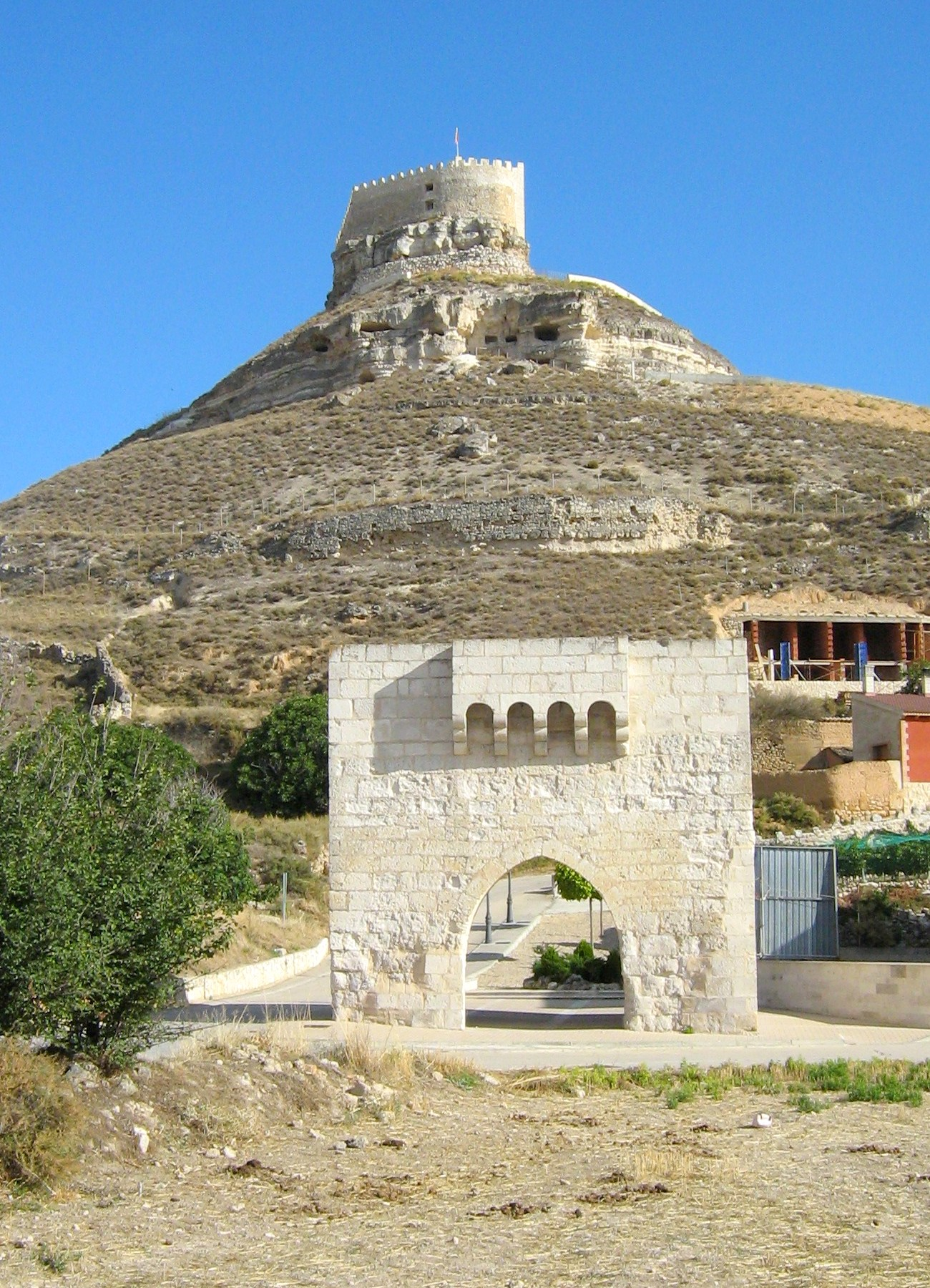
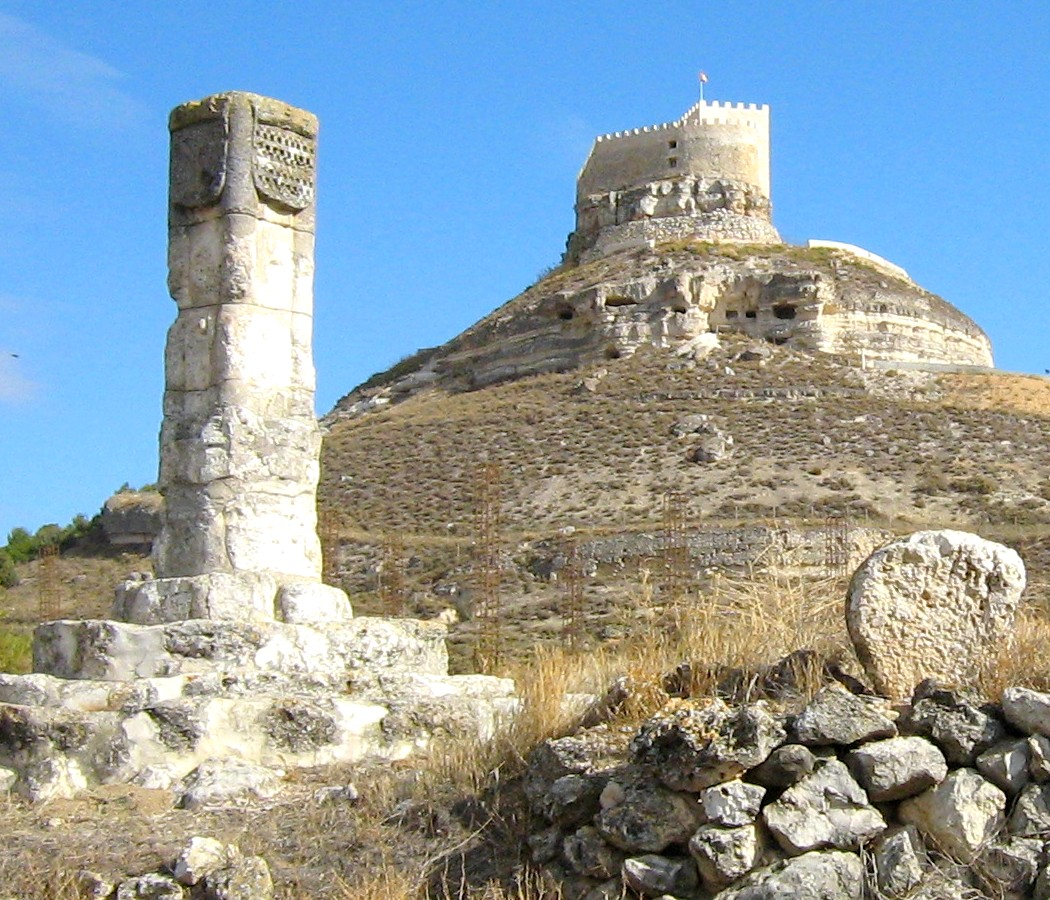
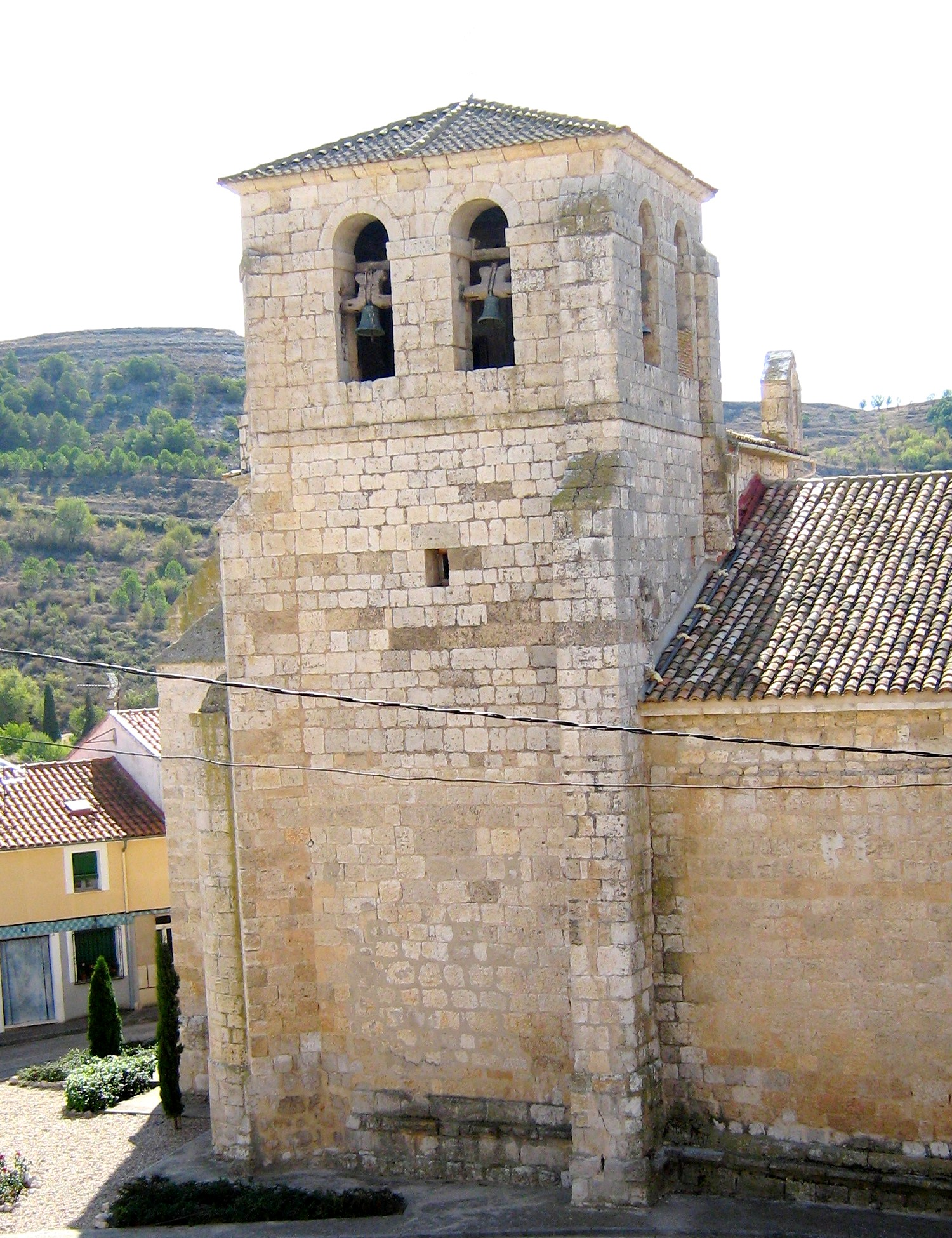
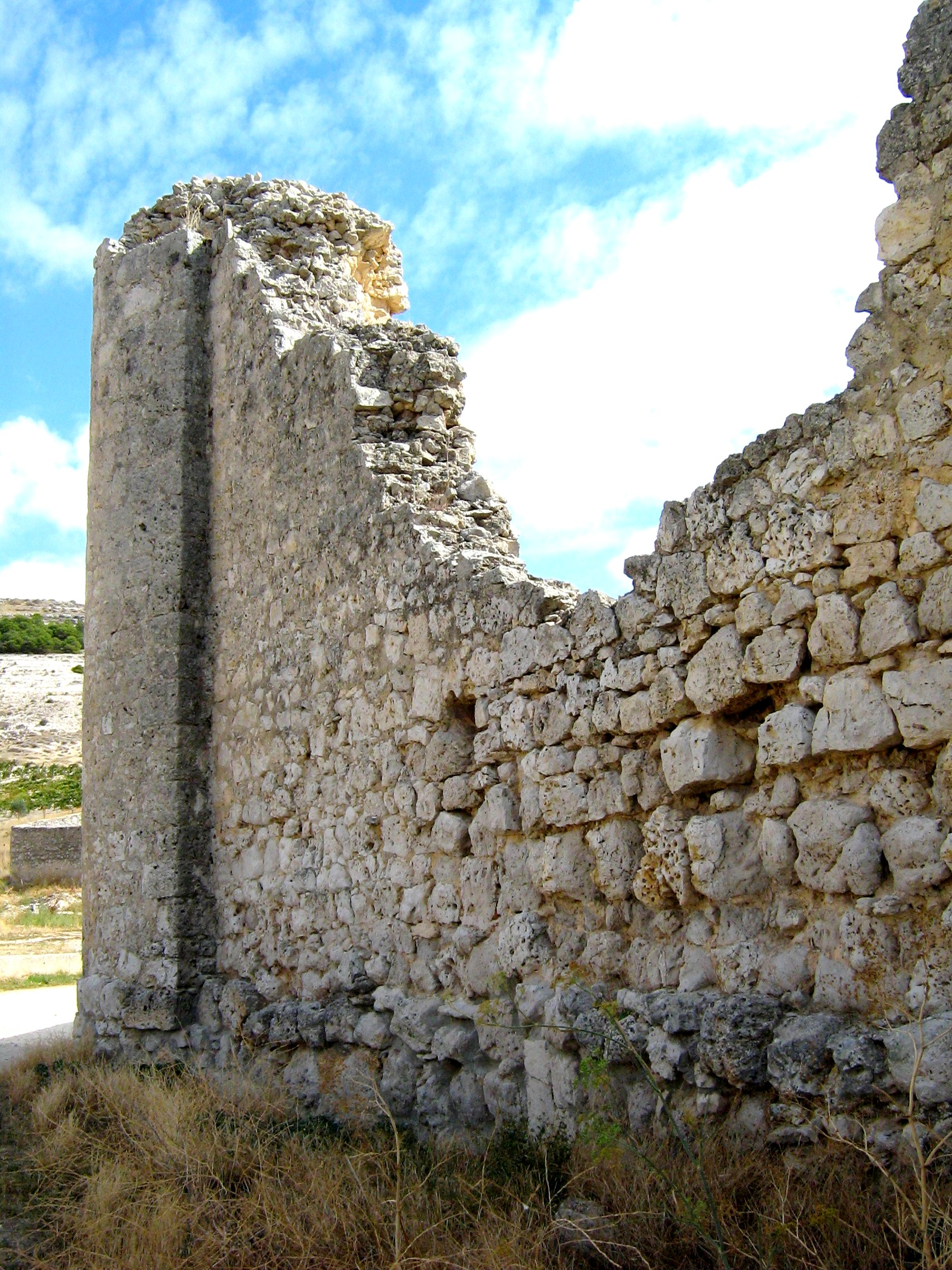
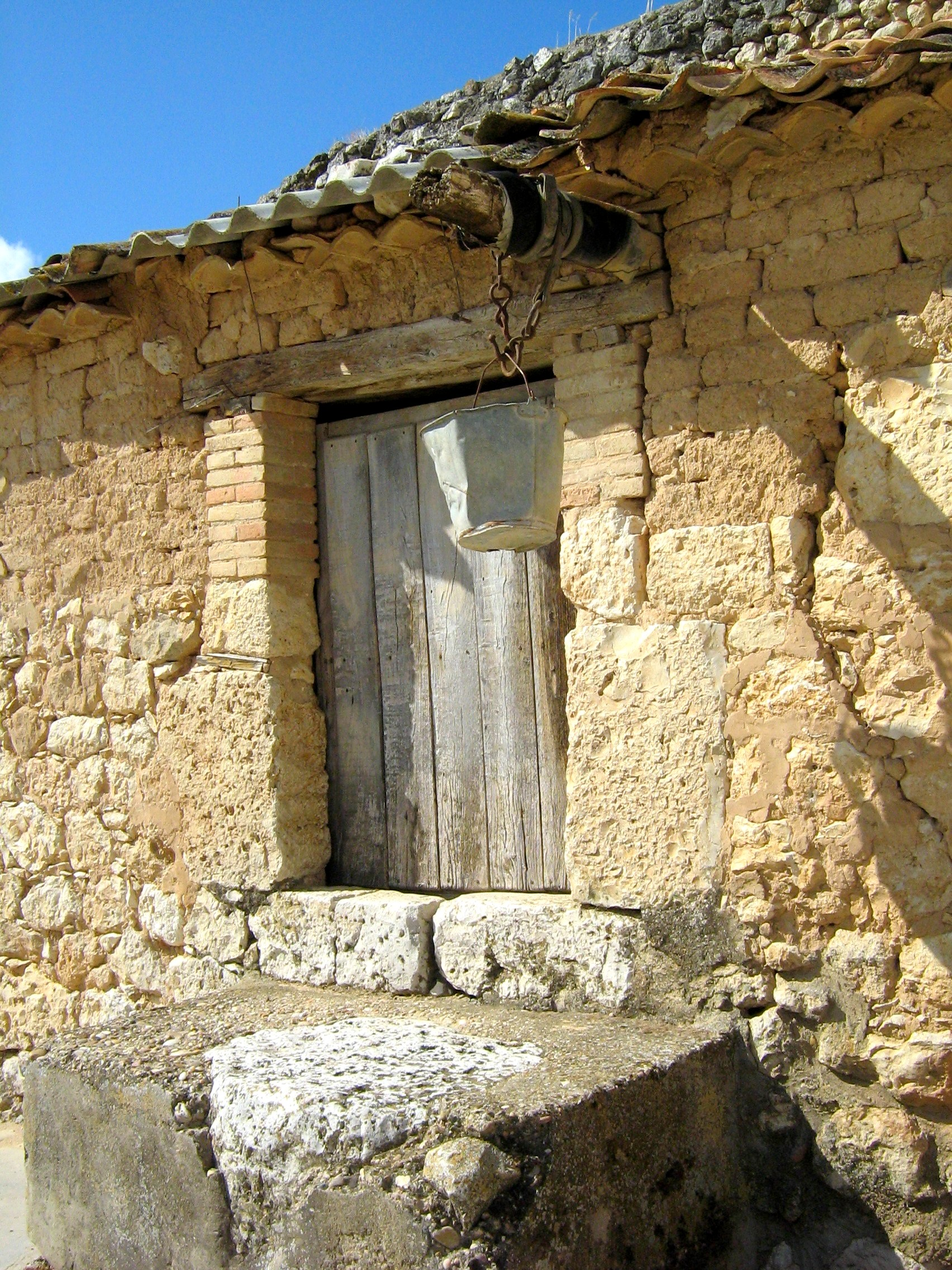
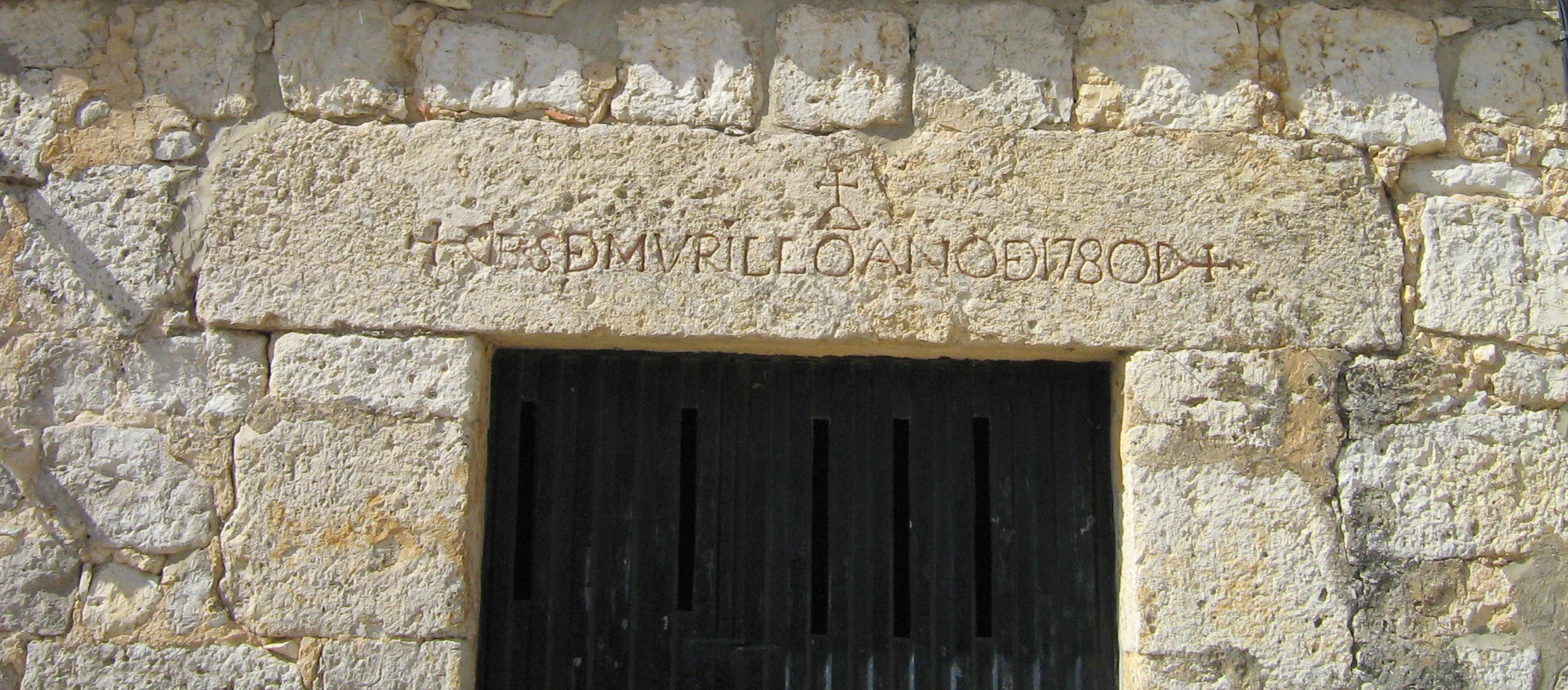